# 竹村文祥
竹村 文祥（たけむら ぶんしょう、1902年1月10日 - 1987年7月15日）は、日本の医師、性科学者、文筆家、翻訳家。

## 略歴
青森県出身。北海道帝国大学医学部卒。1933年「実験的腸閉塞論」で北大医学博士。今裕に師事。東京都立病院に19年間勤務。東京都立大塚病院副院長、城北診療所院長。医業のかたわら、戦後は性医学について多くの随筆的著作をなした。

## 著書
- 『肉体の驚異』（誠文堂） 1933
- 『人体遍路 医学漫筆』（平凡社） 1934
- 『図説 小外科学』（南江堂） 1934
- 『人間九ミリ半』（サイレン社） 1936
- 『防毒救護毒瓦斯の知識』（東西医学社） 1939
- 『空襲 対空防衛』（鱒書房） 1941
- 『戦争と医学』（創元社） 1941
- 『毒ガス医学』（南江堂） 1941
- 『海外治療医学総覧』（東西医学社） 1942
- 『近代戦と医学』（山雅房 綜合医学新書） 1942
- 『征空の医学』（海と空社） 1943
- 『体力の基礎科学』（興風館） 1943
- 『図解 救護』（東和出版社 防空指導全書） 1944
- 『女性の生理學』（コバルト叢書） 1946
- 『男女の科学』（コバルト社） 1946
- 『妻の生理學』（コバルト社） 1947
- 『精説外科治療書 医師及び医学生の為に特に実地臨床家の為に』（東西医学社） 1948
- 『幸福なる夫婦生活 結婚医学』（神田出版） 1949
- 『性の目ざめ』（比良書房） 1950
- 『あな・かしこ 医学漫筆』（鱒書房、ユーモア新書） 1955
- 『異常の人性』（河出新書） 1955
- 『おなか随筆』（河出新書） 1955
- 『女体検診』（鱒書房、コバルト新書） 1955
- 『ヒルシュフィールドによる図解性と人生』（自由国民社） 1955
- 『Mの医学』（都山書房） 1956
- 『あな・かしこ 続医学漫筆』（鱒書房、ユーモア新書） 1956
- 『冗談下談』（美和書院） 1956
- 『性の不安と異常 エリス「性の心理」より』（鱒書房） 1956
- 『人間性の歴史 第1 (愛と憎しみと死)』（東都書房） 1957
- 『人間性の歴史 第2 (神と人間と性)』（東都書房） 1957
- 『人間性の歴史 第3 (神々の愛欲と現代人)』（東都書房） 1957
- 『私たちはどうして生れたか』（信友社） 1957
- 『性についての98章』（春陽堂書店） 1958
- 『病気の科学』（東洋経済新報社） 1960
- 『高校生の医学』（都山書房） 1961
- 『ふんどし随筆』（同盟通信社） 1962
- 『ふんどし先生行状記』（同盟通信社） 1963
- 『活用医語新字典』（南江堂） 1964
- 『性 神・人間・セックス』（東都書房） 1965
- 『話題を豊富にする本』（有紀書房） 1966
- 『神話、伝説、医学用語 神神は去り言葉は残った』（東明社） 1978
- 『一億年前からすし屋のわさびまで 人間随想』（清水弘文堂） 1986

### 共著
- 『外科中心精説実際治療書』（共著、東西医学社） 1939
- 『医学・色えんぴつ』（共著、鱒書房、おしどり新書） 1955
- 『現代生理学 第3 性と生殖の生理学』（編、河出書房） 1955

## 翻訳
- 『完全なる女性』（フランク・S・カプリオ、鱒書房） 1954
- 『完全なる男性』（フランク・S・カプリオ、鱒書房） 1954
- 『完全なる結婚』（フランク・S・カプリオ、鱒書房） 1955
- 『図解 女性の性生活』（キッシュ、自由国民社） 1956
- 『眼鏡よさようなら』（A・L・ハクスリ、寺木督詞共訳、信友社） 1957
- 『あなたを活かす人生心理学 あなたの性は完全か』（F・S・カプリオ、白揚社） 1958
- 『あなたは長生きできる』（C・ファーコロウィ、修道社） 1958
- 『ゆがめられた性』（マグヌス・ヒルシュフェルト、有紀書房、性学図解全集2） 1965
- 『乳房の美』（マメルスバッハ, グレーズマー、有紀書房、性学図解全集4） 1965
- 『男女の性解剖』（H・シュトラッツ、有紀書房、性学図解全集6） 1966
- 『エロの魅惑と美』（アルベルト・モル、有紀書房、性学図解全集7） 1966